# Community Council (Lesotho)
Community Councils sind Verwaltungseinheiten im Königreich Lesotho. Die Distrikte werden eingeteilt in Constituencies und diese wiederum in Community Councils. Die Community Councils wurden erst zur ersten Kommunalwahl im Jahr 2005 eingerichtet.

## Aufgaben
Die Community Councils sind zuständig für:
- lokale Wirtschaftsplanung
- ländliche Verkehrswege und Bergpfade
- Landzuweisungen
- Kontrolle der Weidehaltung
- Kontrolle der natürlichen Ressourcen
- Umweltverschmutzung und Naturschutz
- Wasserversorgung
- Kontrolle der lokalen Märkte
- Sport und Erholung
- Friedhöfe und weitere Begräbnisstätten
- Vorschulbildung
- HIV und AIDS-Koordination

## Community Councils nach Distrikten

### Distrikt Berea
| - Kanana - Kueneng - Mabote - Makeoana - Maluba-Lube | - Mapoteng - Motanasela - Phuthiatsana - Senekane - Tebe-Tebe |

### Distrikt Butha-Buthe
| - Kao - Likila - Linakeng - Lipelaneng - Liqhobong | - Makhunoane - ’Moteng - Ntelle - Sekhobe - Ts’A-Le-Moleka |

### Distrikt Leribe
| - Fenyane - Hleoheng - Khomokhoana - Limamarela - Linare | - Litjotjela - Maisa-Phoka - Malaoaneng - Manka - Matlameng | - Menkhoaneng - Motati - Mphorosane - Pitseng - Sephokong | - Serupane - Seshote - Tsoilitsoili |

### Distrikt Mafeteng
| - Koti-Se-Phola - Makaota - ’Makholane - ’Malakeng - Malumeng | - ’Mamants’O - Monyake - Mathula - Metsi-Maholo - Qibing | - Ramoetsana - Tajane |

### Distrikt Maseru
| - Abia - Likalaneng - Lilala - Lithabaneng - Lithoteng | - Makheka - Makhoarane - Makhaleng - Makolopetsane - Manonyane | - Maseru Central - Mazenod - Mohlakeng - Motimposo - Nyakosoba | - Qiloane - Qoaling - Ratau - Ribaneng - Semonkong | - Stadium Area - Telle |

### Distrikt Mohale’s Hoek
| - Khoelenya - Likhutloaneng - Mashaleng - Mootsinyane - Nkau | - Phamong - Qabane - Qhobeng - Qobong - Seroto | - Siloe - Teke - Thaba Mokhele |

### Distrikt Mokhotlong
| - Khalahali - Khubelu - Linakaneng - Liphamola - Mapholaneng | - Marung - Mateanong - Matsoku - Molika-Liko - Moremoholo | - Pae-La-Itlhatsoa - Popa - Rafolatsane - Sakeng - Tekeseleng |

### Distrikt Qacha’s Nek
| - Khomo-Phatsoa - Letloepe - Maseepho - Matebeng - Mosenekeng | - Patlong - Ramatšeliso - Ratšoleli - Thaba-Khubelu - Thaba-Litšoene | - Whitehill |

### Distrikt Quthing
| - Ha Nkoebe - Likhohlong - Liphakoe - Matsatseng - Mkhono | - Mokotjomela - Mphaki - Qomoqomong - Seforong - Tsatsane |

### Distrikt Thaba-Tseka
- Bokong
- Lesobeng
- Khutlo-Se-Metsi
- Litsoetse
- Linakeng
- Urban Council